# Vytshegdosuchus
Vytshegdosuchus — вимерлий рід паракрокодиломорфних архозаврів, відомий з раннього тріасу (останній оленецький етап) яренського горизонту Республіки Комі європейської частини Росії. Він містить один вид, Vytshegdosuchus zheshartensis. Витшегдосухус був названий Андрієм Сенніковим у 1988 році.